# Be Without You
Be Without You è un singolo della cantante statunitense Mary J. Blige, scritto dalla stessa con Johntá Austin e Jason Perry e prodotto da Bryan-Michael Cox per il settimo album in studio dell'artista, The Breakthrough.
Il brano è stato pubblicato come singolo apri-pista dell'album alla fine del 2005, ed ha raggiunto il successo mondiale nel 2006. Il singolo è arrivato al numero 3 della Billboard Hot 100 in USA e al numero 1 della Billboard Hot R&B/Hip-Hop Songs, dove ha battuto il record di Deborah Cox rimanendo in vetta per 15 settimane consecutive e nella classifica per 75 settimane. Il singolo è stato certificato doppio disco di platino dalla RIAA e ha conquistato due Grammy Awards nel 2007, come Best R&B Song e Best Female R&B Vocal Performance.

## Video musicale
Il video del singolo è stato diretto da Matthew Rolston, con cui la cantante aveva già lavorato in passato, e vede la partecipazione dell'attore nominato all'Oscar Terrence Howard nel ruolo dell'amante della cantante. Il video è stato girato tra varie location a New York nell'ottobre 2005, e prevede sequenze sia a colori che in bianco e nero. La storia del videoclip è molto semplice, presenta i classici alti e bassi che una coppia vive, e mostra i due protagonisti in varie situazioni: a cena con amici, insieme sul divano, sul red carpet durante un evento mondano, nel mezzo di un litigio. Durante l'intera durata del video l'artista viene mostrata mentre si esibisce da sola nel suo appartamento quasi al buio, con candele accese; il video si conclude con il ritorno a casa dell'amante della cantante, e con l'abbraccio dei due sulla soglia.
Be Without You è andato per la prima volta in onda il 28 novembre 2005, ed è entrato al numero 1 nella classifica degli 11 video più visti di AOL, e al numero 6 durante la stessa settimana in quella dei 100 video di Launch.

## Riconoscimenti
Be Without You è indubbiamente la canzone di Blige ad aver ottenuto il più alto numero di riconoscimenti. Alla 49ª edizione dei Grammy Awards nel 2007, il pezzo è stato nominato in 4 categorie: Record of the Year, Song of the Year, Best R&B Female Vocal Performance e Best R&B Song, diventando la seconda canzone dell'artista a vincere nella penultima categoria dopo He Think I Don't Know e la prima nell'ultima, permettendo così alla cantante di portare a casa due premi nella stessa serata, più quello vinto nella categoria Best R&B Album con The Breakthrough.
Nel 2006 Blige ha trionfato ai Billboard Music Awards collezionando un totale di 8 premi, di cui quattro conquistati grazie a Be Without You: Hot 100 airplay song of the year, R&B/Hip-Hop Song of The Year, R&B/Hip-Hop Song Airplay of The Year e Videoclip of The Year. La canzone ha ottenuto un grande numero di altre nomination ed altri premi, quali NAACP Image Awards (nominata come Outstanding Song), R&B/Hip-Hop Billboard Awards (vincitrice come R&B/Hip-Hop Song), Teen Choice Awards (nominata come Best Love Song), Mobo Awards (vincitrice come Best Song).
Il video della canzone ha accumulato ulteriori riconoscimenti per l'artista: è stato il terzo video di Blige ad ottenere la nomination come Best R&B Video agli MTV Video Music Awards, ed è stato premiato come Video of the Year ai BET Awards del 2006 e come Outstanding Music Video ai NAACP Image Awards del 2007.
La canzone è stata classificata al primo posto dalla rivista Billboard tra i 100 brani R&B e Hip-Hop di maggior successo degli anni 2000. Nella classifica delle canzoni più trasmesse in radio si è aggiudicata invece la settima posizione.

## Tracce
- U.S. CD single

1. "Be Without You" (Kendu Mix)
2. "Show Love"
3. "Be Without You" (Moto Blanco Vocal Mix)
4. "Be Without You" (video)

- UK CD single

1. "Be Without You" (Kendu Mix)
2. "Be Without You" (Moto Blanco Vocal Mix)
3. "Be Without You" (instrumental)
4. "Be Without You" (video)

- 12" promo

1. "Be Without You" (Main Mix)
2. "Be Without You" (Instrumental)
3. "Be Without You" (A Capella)

- 12" single

1. "Be Without You" (Kendu Mix)
2. "Be Without You" (Moto Blanco Vocal Mix)
3. "Be Without You" (Moto Blanco Dub)
4. "Be Without You" (instrumental)

## Successo commerciale
Il singolo è entrato nella Hot 100 al numero 93, e durante la sua quarta settimana di presenza in classifica è entrato già in top40, al numero 32. Durante la sua dodicesima settimana di permanenza ha raggiunto la sua posizione più alta, al numero 3, diventando la terza posizione più alta conquistata in USA da un singolo della Blige, dopo Family Affair (numero 1 nel 2001) e Not Gon' Cry (numero 2 nel 1996). Il singolo ha passato ben 12 settimane nella top5 e 32 settimane in totale nella Hot 100.
La canzone ha raggiunto la vetta della Billboard Hot 100 Airplay, dove è rimasta per nove settimane di seguito, e anche quella della classifica dance, grazie al remix del pezzo. Ma il successo più grande il singolo l'ha conosciuto indubbiamente nella classifica R&B, dove ha fatto storia: quinto singolo della cantante a raggiungere la prima posizione della classifica, vi è rimasto per quindici settimane consecutive, diventando il brano R&B di maggior successo nella storia di Billboard. A un anno dalla sua uscita il singolo era ancora in classifica, spendendo un impressionante totale di 75 settimane in classifica.
Nel Regno Unito Be Without You si è fermato alla posizione numero 32, dove ha debuttato, ma è diventato il singolo di Blige con la più lunga permanenza nella top75, grazie a 18 settimane consecutive passate nella classifica britannica.
In Nuova Zelanda il brano ha esordito il 6 marzo al numero 9, la sua posizione più alta, dove è rimasto per 2 settimane di seguito, diventando il terzo singolo di Blige ad entrare in top10 e il secondo con la più lunga permanenza in classifica dopo Family Affair: se il singolo del 2001 aveva passato 20 settimane in classifica, Be Without You ne ha passate 19, solo una in meno. Il singolo è stato il quarto della carriera dell'artista ad entrare nella classifica australiana, e il secondo dopo No More Drama ad arrivare al numero 30.
Nei Paesi Bassi questo è il terzo singolo della cantante ad essere entrato in top10, dove ha raggiunto la posizione numero 6 il 28 gennaio durante la sua quarta settimana di presenza in classifica, passando 15 settimane in totale. In Svizzera il singolo è entrato direttamente al numero 8, diventando il secondo singolo dell'artista ad entrare in top10, per poi raggiungere la sua posizione più alta al numero 5 il 5 febbraio, durante la sua terza settimana di presenza in classifica; nelle classifiche svizzere il singolo ha speso 7 settimane in top10 e 11 settimane in top20.

## Classifiche
| Classifica (2006)                    | Posizione |
| ------------------------------------ | --------- |
| Australia                            | 30        |
| Austria                              | 23        |
| Belgio (Fiandre)                     | 42        |
| Belgio (Vallonia)                    | 1         |
| Brasile                              | 78        |
| Paesi Bassi                          | 7         |
| Eurochart Hot 100 Singles            | 26        |
| Finlandia                            | 13        |
| Francia                              | 22        |
| Germania                             | 12        |
| Lithuania                            | 11        |
| Nuova Zelanda                        | 9         |
| RMA Hot 50 Chart                     | 1         |
| Svezia                               | 34        |
| Svizzera                             | 5         |
| Regno Unito                          | 32        |
| U.S. Billboard Hot 100               | 3         |
| U.S. Billboard Hot 100 Airplay       | 1         |
| U.S. Billboard Hot R&B/Hip-Hop Songs | 1         |
| U.S. Billboard Hot Adult R&B Airplay | 1         |
| U.S. Billboard Hot Dance Club Play   | 1         |
| U.S. Billboard Hot Dance Airplay     | 1         |
| U.S. Billboard Pop 100               | 5         |
| U.S. Billboard Adult Top 40          | 34        |
| U.S. Billboard Pop Songs             | 1         |
| U.S. Billboard Rhythmic Top 40       | 1         |
| U.S. ARC Weekly Top 40               | 1         |
| Giappone                             | 20        |